# Israel ved sommer-OL 2020
Israel deltog under Sommer-OL 2020 i Tokyo, som blev afviklet i perioden 23. juli til 8. august 2021.

## Medaljer
| 2020 Tokyo | Guld | Sølv | Bronze | Total |
| Israel     | 2    | 0    | 2      | 4     |

### Medaljevinderne
| Israel under sommer-OL 2020 i Tokyo | Israel under sommer-OL 2020 i Tokyo | Israel under sommer-OL 2020 i Tokyo | Israel under sommer-OL 2020 i Tokyo | Israel under sommer-OL 2020 i Tokyo |
| Medalje                             | Navn | Sport                               | Event                               | Dato                                |
| ----------------------------------- | --- | ----------------------------------- | ----------------------------------- | ----------------------------------- |
| Guld                                | Artem Dolgopyat | Gymnastik                           | Øvelse på gulv                      | 1. august                           |
| Guld                                | Linoy Ashram | Gymnastik                           | Rytmisk Gymnastik, Individuelt      | 7. august                           |
| Bronze                              | Avishag Semberg | Taekwondo                           | Damernes 49 kg                      | 24. juli                            |
| Bronze                              | Israels nationale judo hold- Tohar Butbul - Raz Hershko - Li Kochman - Inbar Lanir - Sagi Muki - Timna Nelson-Levy - Peter Paltchik - Shira Rishony - Or Sasson - Gili Sharir - Baruch Shmailov | Judo                                | Mixed hold                          | 31. juli                            |